# عشاق (فیلم ۲۰۱۳)
عشاق (به انگلیسی: The Lovers) که با عنوان سینگیلاریتی نیز شناخته می‌شود، یک فیلم رمانتیک ماجراجویی با مضمون سفر در زمان به نویسندگی و کارگردانی رولند جافه است. در این فیلم بازیگرانی همچون جاش هارتنت، بیپاشا باسو، تامسین اجرتون و آلیس انگلرت ایفای نقش می‌کنند. داستان فیلم عشقی غیرممکن را روایت می‌کند که بر خلاف پشت پرده‌های نخستین نبر آنگلو-ماراتا است که بین دو زمان و مکان مختلف اتفاق می‌افتد و حول محور چهار شخصیت اصلی می‌گردد: یک افسر بریتانیایی در قرن هجدهم و زنی هندی که از ته دل عاشق او می‌شود، و زمان دیگر در سال ۲۰۲۰ کشور آمریکا و دربارهٔ یک زوج زیست‌شناس دریایی است. این فیلم برای نخستین بار در جشنواره فیلم علمی-تخیلی اروپا در ۲۵ اکتبر ۲۰۱۳ اکران شد، سپس در ۱۵ مه ۲۰۱۴ در جشنواره فیلم کن منتشر شد، و سرانجام در ۱۳ مارس ۲۰۱۵ در ایالات متحده به صورت اکران محدود به روی پرده رفت.